# Palliduphantes intirmus
Palliduphantes intirmus là một loài nhện trong họ Linyphiidae.
Loài này thuộc chi Palliduphantes. Palliduphantes intirmus được Andrei V. Tanasevitch miêu tả năm 1987.